# Місячна відьма
«Місячна відьма» — радянський художній фільм 1985 році режисера Бакита Карагулова, за однойменною повістю Ашима Джакипбекова.

## Сюжет
У перші дні Великої Вітчизняної війни киргизьке село, де живе шестирічний Еркін, спорожніло — всі батьки і старші брати пішли на фронт. Маленький Еркін думає, що винна у війні Місячна відьма, яка спустилася на Землю сіяти зло і приносити нещастя, як колись дідусь Бурхан розповів йому в казці. Щоб прискорити повернення батька, Еркін вирішив послати йому листа, і постійно думає, щоб він написав — але писати він поки не вміє, і старанно вчить абетку, навіть обманом намагається завчасно піти в школу. Коли хлопчик вивів перше слово «батько», мати отримала похоронку і не змогла синові сказати правду. А хлопчик, ощасливлений першим успіхом, спав і бачив сон, у якому швидка хмара білих трикутників його дитячих листів летить до батька.

## У ролях
- Ізобар Дуйшеналієв — Еркін
- Світлана Чебодаєва-Чаптикова — мати Еркіна
- Аліман Джангорозова — бабуся Марджан
- Капар Медетбеков — дідусь Бурхан
- Койсун Карасартова — відьма
- Єрсаїн Телеубаєв — контужений

## Знімальна група
- Режисер — Бакит Карагулов
- Сценарист — Ашим Джакипбеков
- Оператор — Манасбек Мусаєв
- Композитор — Віктор Кісін
- Художник — Олексій Макаров